# Parma (Tibet)
Parma (tibetano: བར་མ་, cinese: 帕玛乡S, PàmǎxiāngP) è un villaggio della Cina nella Regione Autonoma del Tibet. Fa parte della contea di Zhongba, nella prefettura di Shigatse.
Il villaggio si trova sull'altopiano del Tibet, ad una quota di 4.700 m s.l.m.
L'economia è basata sull'allevamento degli yak e su una agricoltura di sussistenza.